# Fédération néerlandaise de tennis de table
La Fédération néerlandaise de tennis de table, en néerlandais Nederlandse Tafeltennisbond - NTTB, est l'organisme national chargé de gérer et de promouvoir la pratique du tennis de table aux Pays-Bas. 
Son siège social se situe à Zoetermeer.

## Organisation
- Président (voorzitter): Ronald Kramer
- Trésorier (penningmeester): (poste vacant)

## Joueur de tennis de table néerlandais
- Trinko Keen